# Order of the British Empire
The Most Excellent Order of the British Empire (Den ypperligste orden af det Britiske Imperium) er en britisk orden, hvori der bliver optaget folk som har repræsenteret deres land på værdig vis.
Ordenen blev oprettet den 4. juni 1917 af George 5. af Storbritannien.
Ordenens motto er For God and the Empire (For Gud og imperiet).

## Kategorier
Denne orden er opdelt i kategorier efter senioritet:
- Knight Grand Cross eller Dame Grand Cross (GBE)
- Knight Commander (KBE) eller Dame Commander (DBE)
- Commander (CBE)
- Officer (OBE)
- Member (MBE)

Kun de to øverste kategorier medfører ridderskab.

## Danske modtagere
- Anders Bjørnvad (MBE)[1]
- Jørgen Bladt (MBE)[2]
- Jutta Graae (MBE)[3]
- Rasmus Andreasen Hansen (MBE)[4]
- Arne Jacques Hermann (MBE)
- Jørgen Hæstrup (OBE)[5]
- Flemming Juncker (MBE)[6]
- Ole Lippmann (MBE)[7]
- Svend Aage Lyck (MBE)[6][8]
- Arnold Mærsk Mc-Kinney Møller (KBE)[9]
- Ole Rønnest (MBE)[10]
- Peter Schmeichel (MBE)[11]
- Erik Seidenfaden (MBE)
- Jens Toldstrup (MBE)[12]
- Erik Østergaard (OBE)[13]
- Pia Wilkes (CBE)[14]
- Lauge Poulsen (OBE)[15]
- Johann Mackeprang Böge (MBE)[16]